# 1280
1280(천이백팔십)은 1279보다 크고 1281보다 작은 자연수다.

## 수학
- 합성수로, 그 약수는 총 18개다. (1, 2, 4, 5, 8, 10, 16, 20, 32, 40, 64, 80, 128, 160, 256, 320, 640, 1280)
  - 1280의 진약수의 합은 1786이므로, 1280은 과잉수다.
- {\displaystyle 1280=16^{2}+32^{2}=2^{4}+2^{5}}
  - 연속하는 두 개의 {\displaystyle 16n}({\displaystyle n}은 자연수)의 제곱합으로 나타낼 수 있는 가장 작은 수다. 이 성질을 지닌 다음 수는 3328이다.
  - 연속하는 두 개의 {\displaystyle 2^{n}}({\displaystyle n}은 자연수)의 제곱합으로 나타낼 수 있으며, 이 성질을 지닌 앞의 수는 320, 다음 수는 5120이다.
- {\displaystyle 1280=6^{4}-2^{4}}
- {\displaystyle 63^{4}-1}은 1280으로 나누어떨어진다.
- 정1280각형은 작도할 수 있다.

## 과학·기술
- NGC 1280: 고래자리 방향에 있는 나선은하.
- SXGA 해상도의 가로 화소수는 1280픽셀이다.

## 문화유산
- 대한민국의 보물 제1280호: 포항 오어사 동종

## 기타
- 연도: 1280년, 기원전 1280년
- 1280년대

## 같이 보기
- 1000